# Dramatis personae
Под термином dramatis personae (од латинске речи persona, глумчева маска код Грка и Римљана) подразумевају се особе иза масака које играју одређену улогу у некој драми.